# Nymphidium cymo
Nymphidium cymo är en fjärilsart som beskrevs av Doubleday 1847. Nymphidium cymo ingår i släktet Nymphidium och familjen Riodinidae. Inga underarter finns listade i Catalogue of Life.